# Café Peter à Porta
Café Peter à Porta også Peter a Portas café og konditori var en restaurant startet af schweizeren Peider (Peter) à Porta-Hansen (1822-1896) i 1862 og som lå på hjørnet af Nygade og Gammeltorv i København. Den lå på frem til den nuværende bygning stod klar i 1899 på førstesalen over urtekræmmer Anker Heegaard, hvorefter den flyttede ned i den nye stueetage. Restauranten lukkede 1959 og den kinesiske restaurant "Dahua" åbnede i lokalerne.
 Der er for få eller ingen kildehenvisninger i denne artikel, hvilket er et problem. Du kan hjælpe ved at angive troværdige kilder til de påstande, som fremføres i artiklen.

|  | Denne artikel om en bygning eller et bygningsværk kan blive bedre, hvis der indsættes et (bedre) billede. Du kan hjælpe ved at afsøge Wikimedia Commons for et passende billede eller lægge et op på Wikimedia Commons med en af de tilladte licenser og indsætte det i artiklen. |

55°40′41.24″N 12°34′22.3″Ø / 55.6781222°N 12.572861°Ø